# 鳞海菊蛤
鳞海菊蛤（学名：Spondylus spinosus），是莺蛤目海菊蛤科海菊蛤属的一种。主要分布于越南、中国大陆、台湾，常栖息在潮间带至潮下带水深20米，以右壳附着于珊瑚礁或岩石上。